# Eilifdahlia
Eilifdahlia is een geslacht van schimmels uit de familie Teloschistaceae. De typesoort is Eilifdahlia dahlii.

## Soorten
Volgens Index Fungorum telt het geslacht drie soorten (peildatum maart 2022):
| Soortnaam             | Auteur(s)                                                                                           | Publicatiejaar |
| --------------------- | --------------------------------------------------------------------------------------------------- | -------------- |
| Eilifdahlia dahlii    | (Elix, S.Y. Kondr. & Kärnefelt) S.Y. Kondr., Kärnefelt, Elix, A. Thell, Jung Kim, A.S. Kondr. & Hur | 2014           |
| Eilifdahlia sergeyana | (Kantvilas) S.Y. Kondr., Elix, Kärnefelt & A. Thell                                                 | 2017           |
| Eilifdahlia wirthii   | S.Y. Kondr.                                                                                         | 2014           |